# خرس قطبی ستمگر
خرس قطبی ستمگر یا خرس قطبی پلیستوسن (نام علمی: Ursus maritimus tyrannus) یک زیرگونه منقرض‌شده از خرس قطبی مربوط به دوره پلیستوسن است. بقایای این خرس در اطراف شهر لندن کشف شدند و در سال ۱۹۶۴ به عنوان زیرگونه‌ای از خرس قطبی شناسایی و توصیف شد. بقایای خرس قطبی ستمگر ناقص و تکه تکه هستند اما بررسی زند زیرین این جانور که حدود ۴۸٫۵ سانتی‌متر است در مقایسه با زند زیرین خرس‌های قطبی امروزی که بین ۳۶ تا ۴۳ سانتی‌متر است نشان از اندازه بزرگ‌تر آن می‌دهد. بررسی‌های اخیر نشان می‌دهند که خرس قطبی ستمگر ممکن است نوعی خرس قهوه‌ای بوده باشد.  